# Altınova
Altınova ("praderas de oro" en turco) es un distrito (İlçe) en la provincia turca de Yalova. Su capital lleva el mismo nombre.

Distritos de la provincia de Yalova

El distrito de Altınova está ubicado en el extremo este de la provincia y limita con las provincias de Kocaeli al este y  Bursa al sur, el distrito de Çiftlikköy al oeste y el golfo de İzmit (en turco, İzmit Körfezi) al norte y noreste. Comprende cuatro ciudades: Altınova, la capital, Kaytazdere, Subaşı y Tavşanlı y doce pueblos (Köy), de los cuales Tokmak es el más grande.
La ciudad de Altınova alberga al 26,7 por ciento de la población del distrito y está ubicada a 25 kilómetros al este de la capital provincial, Yalova. Dividida en tres barrios (Mahalle) fue elevada a municipio (Belediye) el 7 de junio de 1987.

## Geografía

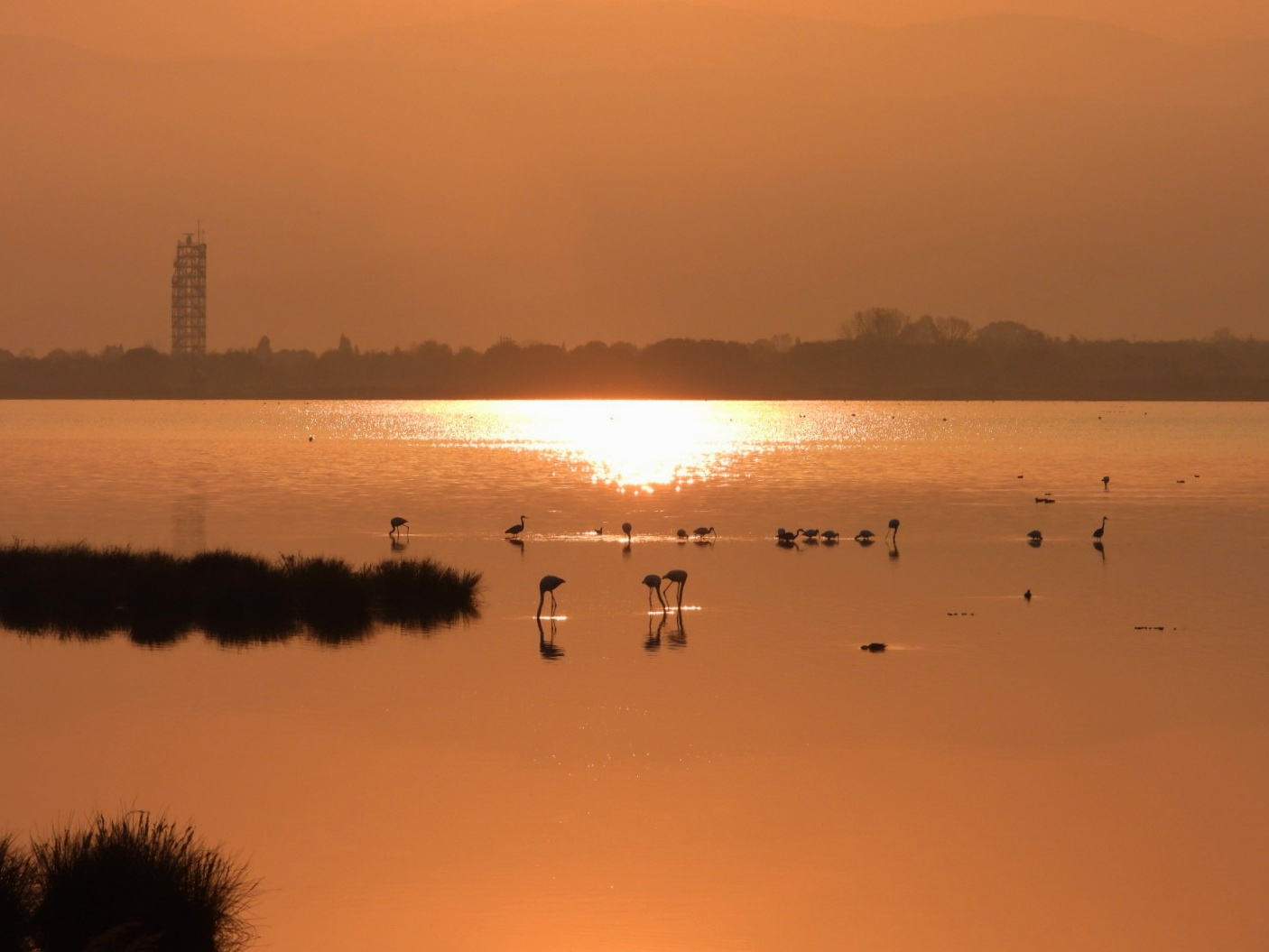
Laguna de Hersek, en Altınova.

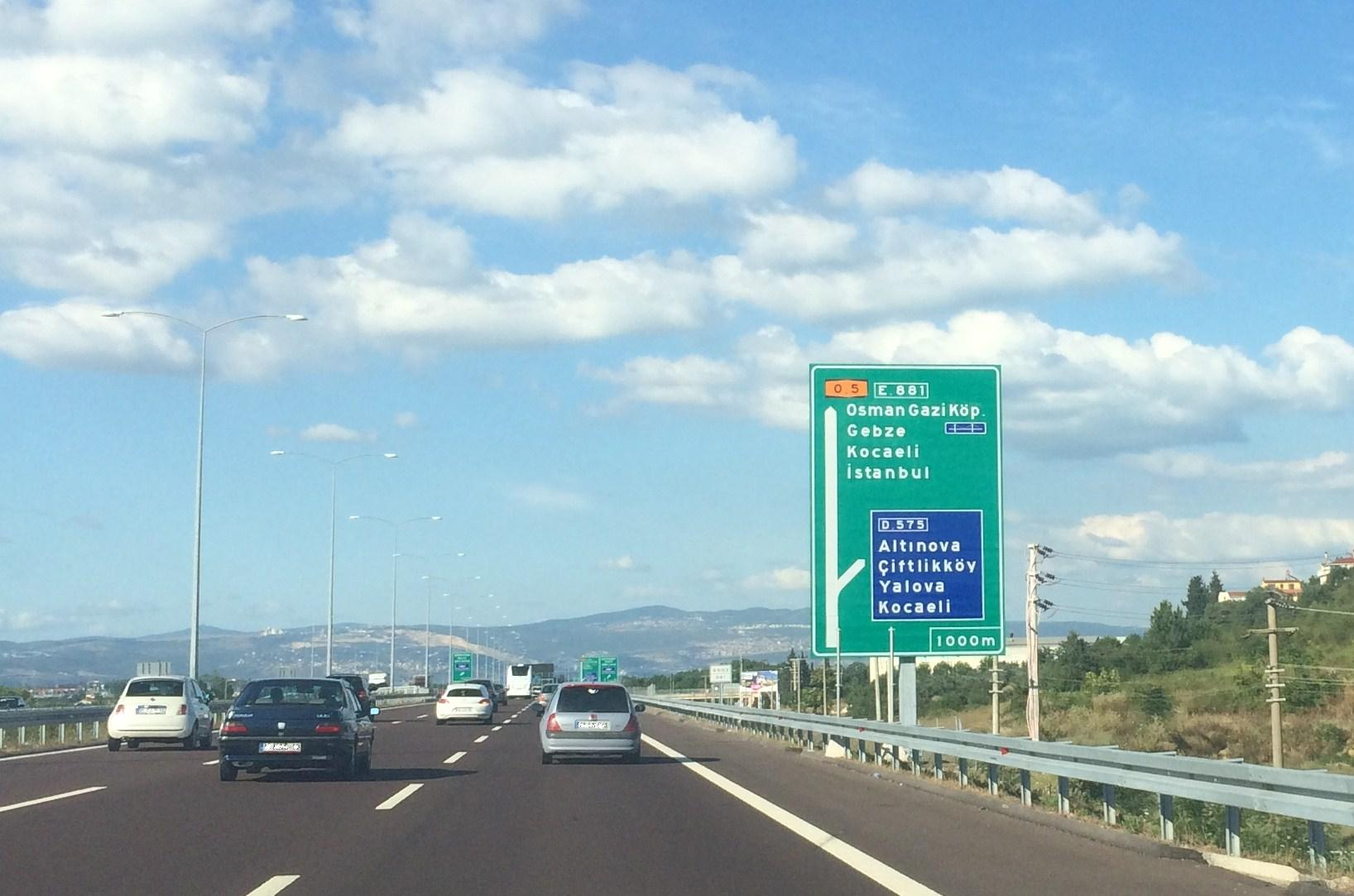
El puente Osman Gazi desde Altınova.

La región costera del distrito está formada por el delta de Hersek formado por el río Yalakdere procedente de las tierras altas de Karamürsel. El centro de la ciudad se estableció en la cabecera de este delta. El puente Osman Gazi cruza el golfo de İzmit y conecta Altınova con Dilovası.

## Población
La población del distrito es, según datos de 2020, 23148 habitantes, de los cuales el 86,4 % residen las áreas urbanas. La densidad de población del distrito (272,4) está por debajo del valor provincial (345,5 habitantes por km²).

## Historia
Parte del antiguo reino, luego provincia de Bitinia, el distrito era parte del traspaís de Nicomedia.
Con el nombre de Drépano, existió una pequeña población donde nació Helena, madre del emperador Constantino. Este la elevó al rango de ciudad con el nombre de Helenópolis. Bajo el Imperio bizantino, ocupaba una posición estratégica entre las fronteras del Danubio en el norte y el Éufrates en el sureste. Para asegurar las comunicaciones con las provincias orientales, las tropas pasaban el invierno con frecuencia en Nicomedia. En el siglo XI, Alejo I Conmeno hizo construir el fuerte de Civetot, donde residieron miembros anglosajones de la guardia varega.
La región fue parte del Imperio latino tras la caída de Constantinopla durante la Cuarta Cruzada en 1204, pero fue recuperada por Teodoro I Laskaris, en el verano de 1207. Desde entonces permaneció bajo control bizantino hasta la batalla de Bafeo en 1302, después de la cual sufrió frecuentes incursiones de los otomanos, que se apoderaron de ella en 1337.
La región permaneció en poder de los otomanos desde entonces, salvo un breve lapso posterior a la batalla de Ankara, cuando los bizantinos lograron el control de Nicomedia y su región. Sin embargo, este dominio bizantino fue efímero, ya que todo el país fue tomado definitivamente por los otomanos alrededor de 1419.
Altınova, que era un pueblo del distrito de Karamürsel de Kocaeli hasta 1930, se convirtió en una ciudad del mismo distrito el 31 de diciembre de 1986. En 1995 fue erigida como cabecera del distrito homónimo de la recientemente establecida provincia de Yalova.
- Datos: Q1922420
- Multimedia: Altınova / Q1922420